# Єне Вінце
Єне Вінце (угор. Jenő Vincze, 20 листопада 1908, Вршац, Сербія — 1988) — угорський футболіст, що грав на позиції нападника, зокрема, за клуб «Уйпешт», а також національну збірну Угорщини. По завершенні ігрової кар'єри — тренер.
Дворазовий чемпіон Угорщини. Володар кубка Угорщини

## Клубна кар'єра
Народився 20 листопада 1908 року в місті Вршац. Вихованець футбольної школи клубу «Дебрецен МТЕ».
У футболі дебютував 1925 року виступами за команду клубу «Дебрецен», в якій провів два сезони. 
Протягом 1927—1934 років захищав кольори команди клубу «Бочкаї».
1934 року перейшов до клубу «Уйпешт», за який відіграв 10 сезонів.  У складі «Уйпешта» був одним з головних бомбардирів команди, маючи середню результативність на рівні 0,49 голу за гру першості. За цей час двічі виборював титул чемпіона Угорщини. Завершив професійну кар'єру футболіста виступами за команду «Уйпешт» у 1944 році.

## Виступи за збірну
1930 року дебютував в офіційних матчах у складі національної збірної Угорщини. Протягом кар'єри у національній команді, яка тривала 10 років, провів у її формі 25 матчів, забивши 8 голів.
У складі збірної був учасником чемпіонату світу 1934 року в Італії, чемпіонату світу 1938 року у Франції, де разом з командою здобув «срібло».
В Італії зіграв в 1/8 фіналу проти Єгипту (4-2), а в чвертьфіналі проти Австрії (1-2) на поле не виходив.
У Франції зіграв у двох поєдинках з чотирьох проти Швейцарії (2-0) і Італії (2-4)
| Дата              | Місто              | Господарі      | Результат | Гості     | Турнір                             | Голи | Примітки |
| ----------------- | ------------------ | -------------- | --------- | --------- | ---------------------------------- | ---- | -------- |
| 1 червня 1930     | Будапешт           | Угорщина       | 2 – 1     | Австрія   | товариський матч                   | -    |          |
| 14 січня 1934     | Франкфурт-на-Майні | Німеччина      | 3 – 1     | Угорщина  | товариський матч                   | -    |          |
| 25 березня 1934   | Софія              | Болгарія       | 1 – 4     | Угорщина  | Відбір до ЧС 1934                  | -    |          |
| 15 квітня 1934    | Відень             | Австрія        | 5 – 2     | Угорщина  | товариський матч                   | -    |          |
| 29 квітня 1934    | Прага              | Чехословаччина | 2 – 2     | Угорщина  | Кубок Центральної Європи 1933-1935 | -    |          |
| 27 травня 1934    | Неаполь            | Угорщина       | 4 – 2     | Єгипет    | ЧС 1934                            | 1    |          |
| 16 грудня 1934    | Дублін             | Ірландія       | 1 – 4     | Угорщина  | товариський матч                   | 1    |          |
| 14 квітня 1935    | Цюрих              | Швейцарія      | 6 – 2     | Угорщина  | Кубок Центральної Європи 1933-1935 | -    |          |
| 12 травня 1935    | Будапешт           | Угорщина       | 6 – 3     | Австрія   | товариський матч                   | -    |          |
| 19 травня 1935    | Париж              | Франція        | 2 – 0     | Угорщина  | товариський матч                   | -    |          |
| 6 жовтня 1935     | Відень             | Австрія        | 4 – 4     | Угорщина  | Кубок Центральної Європи 1933-1935 | 2    |          |
| 10 листопада 1935 | Будапешт           | Угорщина       | 6 – 1     | Швейцарія | товариський матч                   | 2    |          |
| 24 листопада 1935 | Мілан              | Італія         | 2 – 2     | Угорщина  | Кубок Центральної Європи 1933-1935 | -    |          |
| 5 квітня 1936     | Відень             | Австрія        | 3 – 5     | Угорщина  | товариський матч                   | -    |          |
| 3 травня 1936     | Будапешт           | Угорщина       | 3 – 3     | Ірландія  | товариський матч                   | -    |          |
| 27 вересня 1936   | Будапешт           | Угорщина       | 5 – 3     | Австрія   | Кубок Центральної Європи 1936-1938 | -    |          |
| 4 жовтня 1936     | Бухарест           | Румунія        | 1 – 2     | Угорщина  | товариський матч                   | -    |          |
| 2 грудня 1936     | Лондон             | Англія         | 6 – 2     | Угорщина  | товариський матч                   | 1    |          |
| 6 грудня 1936     | Дублін             | Ірландія       | 2 – 3     | Угорщина  | товариський матч                   | -    |          |
| 9 січня 1938      | Лісабон            | Португалія     | 4 – 0     | Угорщина  | товариський матч                   | -    |          |
| 16 січня 1938     | Люксембург         | Люксембург     | 0 – 6     | Угорщина  | товариський матч                   | -    |          |
| 25 березня 1938   | Будапешт           | Угорщина       | 11 – 1    | Греція    | Відбір до ЧС 1938                  | 1    |          |
| 12 червня 1938    | Лілль              | Швейцарія      | 0 – 2     | Угорщина  | ЧС 1938                            | -    |          |
| 19 червня 1938    | Париж              | Італія         | 4 – 2     | Угорщина  | ЧС 1938                            | -    |          |
| 12 листопада 1939 | Белград            | Югославія      | 0 – 2     | Угорщина  | товариський матч                   | -    |          |
| Усього            |                    | Матчів         | 25        |           | Голів                              | 8    |          |

## Титули і досягнення
Командні
- Чемпіон Угорщини (2):

«Уйпешт»: 1934-1935, 1938-1939
- Володар кубка Угорщини (1):

«Бочкаї»: 1931
- Віце-чемпіон світу: 1938

Індивідуальні
- Найкращий бомбардир чемпіонату Угорщини: 1931 (20 голів)